# Амфетамін
Амфетамін (фенамін) (скорочення від Альфа-метилфенетиламін) — психоактивна речовина, стимулятор центральної нервової системи, є аналогом гормонів адреналіну та норадреналіну.
Синоніми: актедрин, алентол, амфамін, амфедрин, амфетаміну сульфат, бензедрину сульфат, бензпропамін, ейфорин, фенамін, ізоамін, ортедрин, психедрин, психотон, рацефен, рафетамін, симпамін, симпатедрин.

## Властивості
Білий кристалічний порошок гіркого смаку. Розчинний у воді (1:20 в холодній, 1:3 в гарячій), мало розчинний у спирті. За хімічною будовою і деяким фармакологічним властивостями (головним чином за впливом на периферичні відділи симпатичної нервової системи) він близький до препаратів групи адреналіну (гормону мозкової речовини наднирників). За будовою відрізняється від адреналіну і норадреналіну відсутністю гідроксилів в ароматичному циклі і аліфатичного ланцюга, що додає йому високу стійкість і, крім того, дозволяє легко подолати гематоенцефалічний бар'єр, а розгалужена будова аліфатичного ланцюга (наявність метильної групи в альфа-положенні до аміногрупи) захищає його молекулу від окиснювального дезамінування моноаміноксидазою.
При правильному дозуванні амфетамін, посилюючи процеси збудження у ЦНС, зменшує відчуття втоми, надає загальний збудливий вплив, що виражається в поліпшенні настрою, відчутті припливу сил, бадьорості, підвищення працездатності, зменшення потреби у сні. Амфетамін і його аналоги послаблюють і вкорочують сон, викликаний снодійними і наркотиками, у зв'язку з чим їх називають іноді пробуджуючими амінами.
Має серйозні побічні ефекти у вигляді психологічного звикання та неспокійної поведінки, а тому зараз застосовується дуже обмежено.

## Історія
Амфетамін був вперше отриманий Лазером Еделяну в Берлінському університеті в 1887 році, але лише з 1934 року компанія «Сміт, Клайн і Френч» почала випускати його як інгаляційний фармацевтичний засіб від нежитю.
Амфетаміни спочатку знайшли військове застосування, а потім увійшли в світову психотерапевтичну практику і набули масової популярності.
Після другої світової війни, коли Японія була окупована американськими військами, поліція у затриманих з різних причин підлітків стала знаходити прихованими якісь пігулки. Це виявився амфетамін. Під час війни цей препарат давали американським льотчикам і морякам як засіб для зняття втоми, боротьби зі сном під час несення служби, підвищення пильності. До 1954 року в Японії вже сотні тисяч підлітків зловживали амфетаміном.
Саме зловживання амфетаміном серед японських підлітків, що почалося в 50-х роках, виявилося початком «епідемії підліткових наркоманій» другої половини XX століття. З Японії епідемія перекинулася до США, а потім до Європи. Особливо поширилася амфетаміноманія серед підлітків в Англії і в Швеції.
Амфетамін як засіб, що знімає втому і підвищує активність, виявився привабливим для підлітків з двох причин. Саме наприкінці 50-х-початку 60-х років в США модними стали в підлітковому середовищі «all night dance» — «танці всю ніч» у спеціальних клубах. Танцювали рок-н-рол, твіст, шейк, тобто танці, які вимагали великого фізичного навантаження. Амфетамін дозволяв підліткові «бути на рівні» з усіма і навіть випереджати інших у витривалості. Іншою причиною було широке поширення в ті ж роки підліткових банд, які влаштовували криваві побоїща один з одним за «володіння територією», на яку не допускалися «чужаки». Амфетамін стимулював агресивність, усував страх, підвищував пильність, надавав самовпевненість, робив більш «боєздатним». У результаті вже в 1964 році в Англії у 18 % підлітків, які втекли з будинку або інтернатів та затриманих поліцією, в сечі виявляли деривати амфетаміну. У Швеції в 1966 році амфетаміном зловживали 28 % підлітків, у Каліфорнії до початку 70-х років — 20 % школярів старших класів, а взагалі в США амфетамін поширився «без відмінності регіонів і класів».
У СРСР амфетаміни вироблялися з 40-х років, але обмежено застосовувалися в медичній практиці і були малодоступні. У 80-90-х роках захоплення амфетамінами стало поширюватися в Північно-Західному регіоні Росії, країнах Прибалтики, Казахстані. Чисті препарати вживають рідше. Вони не дуже доступні.
З середини 60-х років з'явилася низка повідомлень про те, що підлітки стали вводити собі амфетамін внутрішньовенно. Для вливань також часто використовувались метилфенамін і метилфенідат (у СРСР його назва — Мерида, але більше він відомий як центедрин, риталін).
У 70-х роках зловживання амфетаміном серед підлітків у західних країнах пішло на спад. Амфетамін змінили марихуана, героїн, галюциногени і інгалянти.
Амфетаміни як і раніше зберегли своє «військове» значення — входять до аптечки спецпідрозділів армії США. Виробляються десятком фірм світу. За класифікацією Всесвітньої Організації Охорони Здоров'я амфетаміни відносяться до наркотиків. Але попри це, обсяги чорного ринку амфетамінів сьогодні великі, амфетаміни пропонуються як у формі солей (порошків) так і під виглядом таблеток екстазі або в єдиному складі з MDMA та іншими емпатогенами / психоделіками.

## У медицині
Тривалий час амфетамін вважали одним з основних психостимулювальних засобів. Його широко використовували для підвищення розумової та фізичної працездатності, для лікування нарколепсії, депресивних станів, наслідків енцефаліту та інших захворювань, що супроводжуються сонливістю, млявістю, апатією, астенією, при постенцефалітічному паркінсонізмі (разом з холінолітичними препаратами). Амфетамін був запропонований для лікування слабкості пологової діяльності (одноразово всередину 20 мг). Введення препарату зменшує стомлення породіллі і призводить до посилення пологової діяльності.
Як стимулятор центральної нервової системи амфетамін застосовують для подолання втоми та тимчасового підвищення фізичної і розумової працездатності. Необхідно враховувати, що тривале застосування амфетаміну не допускається, оскільки він лише мобілізує резерви організму і не усуває потреби в нормальному відпочинку і відновленні сил.

## Побічні ефекти
Амфетамін частіше закінчує дію раптово. Підйом через 6-8 годин різко змінюється знемогою. Після закінчення дії препарату — як правило, але не завжди (залежить від дозування та другорядних факторів при прийомі) — слідують депресія і втома, похмуро-пригнічений настрій, дратівливість, озлоблення, почуття нестерпної втоми і знемоги, тривога, «внутрішній неспокій», через який, незважаючи на втому, неможливо заснути без снодійного. Тривалість післядії від декількох годин до діб.  Тривале застосування може призвести як до психічного виснаження, що часто проявляється у вигляді психозів, так і до фізичного, у вигляді слабкості та сильного схуднення. Крім того, можливе порушення роботи нирок, печінки, зниження імунної відповіді, погіршення зору.